# Kill Switch
Kill Switch es el vigésimo primer episodio de la primera temporada de la serie estadounidense de drama y ciencia ficción, The Tomorrow People. El episodio fue escrito por Micah Schraft y Leigh Dana Jackson y dirigido por Dermott Downs. Fue estrenado el 28 de abril de 2014 en Estados Unidos por la cadena The CW.
Cuando los Chicos del mañana descubren la verdad sobre el suero que les fue inyectado, Cara y Stephen intentan ganar tiempo para que Jedikiah sea capaz de crear un antídoto. Ante la impaciencia, Russell y aquellos que fueron inyectados deciden entregar a Roger a Ultra para su propia seguridad. Mientras tanto, John está teniendo dificultades para aceptar su nuevo estatus y acude a Astrid en busca de consejos.

## Elenco
- Robbie Amell como Stephen Jameson.
- Peyton List como Cara Coburn.
- Luke Mitchell como John Young.
- Aaron Yoo como Russell Kwon.
- Madeleine Mantock como Astrid Finch.
- Mark Pellegrino como el Dr. Jedikiah Price.

## Continuidad
- Irene Quinn fue vista anteriormente en Thanatos.
- El Fundador sobrevive al atentado planeado por Hilary.
- John revela a Cara que fue despojado de sus poderes.
- Se revela que el verdadero nombre del Fundador es Hugh Bathory.
- El Fundador revela que el suero con el que fueron inyectados algunos Chicos del mañana contiene una especie de virus que se aloja en el cerebelo y es capaz de terminar con la vida del individuo.
- Astrid y John se besan.
- Irene descubre el gen responsable de la mutación del Homo Superior.
- Russell y Natalie entregan a Roger al Fundador.
- Marla y Luca dejan Nueva York.
- El Fundador enciende la Máquina con Roger sirviendo como energía.
- Jedikiah obtiene poderes en este episodio.